# Гаранин, Вадим Вячеславович
Вадим Вячеславович Гара́нин (род. 29 ноября 1970, Москва, СССР) — российский тренер, ранее — российский футболист, выступавший на позиции вратаря.

## Карьера

### Игровая
В 1994—1996 годах защищал цвета «Машиностроителя» из города Сергиев Посад.

### Тренерская
С 2020 года тренировал «Тверь», с которой в 2021 году стал бронзовым призёром группы 2 Первенства ПФЛ 2020/21 и победителем подгруппы 1 группы 2 первого этапа Второго дивизиона 2021/22, неоднократно признаваясь лучшим тренером дивизиона.
В декабре 2021 года возглавил клуб ФНЛ «Енисей». Но из-за отсутствия необходимой тренерской лицензии официально не являлся главным тренером (им был Султан Тазабаев). По итогам весенней части сезона 2021/22 «Енисей» поднялся с 9-го места на 5-е в Первом дивизионе и дошёл до полуфинала Кубка России, где выбил клубы премьер-лиги «Локомотив» и «Рубин».
20 июня 2022 года Гаранин был назначен де-факто главным тренером клуба РПЛ «Сочи». Поскольку у Гаранина не было лицензии Pro, необходимой для того, чтобы возглавить команду Российской премьер-лиги, де-юре главным тренером значился Александр Точилин. В ноябре 2022 года был уволен. Под его руководством «Сочи» провёл 23 матча в чемпионате и Кубке России, в которых одержал 8 побед при 4 ничьих и 11 поражениях.
В январе 2023 года снова возглавил «Енисей» (формально главным тренером, по той же причине — отсутствие необходимой лицензии у Гаранина, — был назначен Алексей Ивахов), стал числиться старшим тренером. В мае сообщалось о фактическом отстранении Гаранина от руководства командой после шестиматчевой безвыигрышной серии. В сезоне 2022/23 «Енисей» занял 4-е место в Первом дивизионе и вышел в стыковые матчи за право играть в РПЛ. В июне 2023 года стало известно, что Гаранин покинул клуб.
10 августа 2023 года был внесён в заявку команды «Балтика-БФУ» на сезон 2023 в дивизионе «Б» Второй лиги в качестве тренера.
15 ноября 2023 года, за два тура до конца летне-осенней части сезона в Первой лиге, был назначен главным тренером новороссийского «Черноморца», сменив Константина Зырянова, соглашение рассчитано до конца сезона 2025/26. В августе 2024 года покинул клуб.
В конце декабря 2024 года стал главным тренером медиафутбольного клуба блогера Михаила Литвина Lit Energy.